# Gumiel de Mercado
Gumiel de Mercado – gmina w Hiszpanii, w prowincji Burgos, w Kastylii i León, o powierzchni 57,71 km². W 2011 roku gmina liczyła 363 mieszkańców.